# Чемпионат Европы по лёгкой атлетике в помещении 1982 — прыжок в длину (женщины)
Соревнования по прыжкам в длину у женщин на чемпионате Европы по лёгкой атлетике в помещении в Милане прошли 6 марта 1982 года во Дворце спорта «Сан-Сиро».
Действующей зимней чемпионкой Европы в прыжках в длину являлась Карин Хенель из ФРГ.

## Рекорды
До начала соревнований действующими были следующие рекорды в помещении.
| Высшее мировое достижение        | Светлана Ванюшина (СССР) | 6,83 м | Вильнюс, СССР     | 17 января 1982  |
| Рекорд Европы                    | Светлана Ванюшина (СССР) | 6,83 м | Вильнюс, СССР     | 17 января 1982  |
| Рекорд чемпионатов Европы        | Карин Хенель (ФРГ)       | 6,77 м | Гренобль, Франция | 21 февраля 1981 |
| Лучший результат сезона в мире   | Светлана Ванюшина (СССР) | 6,83 м | Вильнюс, СССР     | 17 января 1982  |
| Лучший результат сезона в Европе | Светлана Ванюшина (СССР) | 6,83 м | Вильнюс, СССР     | 17 января 1982  |

## Расписание
| Дата         | Раунд соревнований |
| ------------ | ------------------ |
| 6 марта 1982 | Финал              |

Время местное (UTC+2)

## Медалисты
| Золото            | Серебро          | Бронза               |
| Сабина Эвертс ФРГ | Карин Хенель ФРГ | Валь Ионеску Румыния |

## Результаты
Обозначения: WB — Высшее мировое достижение | ER — Рекорд Европы | CR — Рекорд чемпионатов Европы | NR — Национальный рекорд | WL — Лучший результат сезона в мире | EL — Лучший результат сезона в Европе | PB — Личный рекорд | SB — Лучший результат в сезоне | DNS — Не вышла в сектор | NM — Без результата | DQ — Дисквалифицирована

Основные соревнования в прыжке в длину у женщин прошли 6 марта 1982 года. Медали разыграли 7 спортсменок. Действующая чемпионка Карин Хенель уступила соотечественнице Сабине Эвертс и заняла второе место. Лидер сезона и обладательница высшего мирового достижения Светлана Ванюшина проиграла своему рекорду 40 сантиметров и оказалась вне пьедестала.
| Место | Атлет             | Гражданство | Результат | Примечания |
| ----- | ----------------- | ----------- | --------- | ---------- |
| 1     | Сабине Эвертс     | ФРГ         | 6,70 м    | PB         |
| 2     | Карин Хенель      | ФРГ         | 6,54 м    |            |
| 3     | Валь Ионеску      | Румыния     | 6,52 м    |            |
| 4     | Светлана Ванюшина | СССР        | 6,43 м    |            |
| 5     | Хайке Дауте       | ГДР         | 6,33 м    |            |
| 6     | Дорте Расмуссен   | Дания       | 6,24 м    |            |
| 7     | Патриция Паулотто | Италия      | 6,12 м    | PB         |